# دروم‌کول
دروم‌کول (به لاتین: Drumkul) یک دریاچه در تاجیکستان است که در ولایت خودمختار بدخشان کوهستانی واقع شده‌است.